# (669535) 2012 XR157
(669535) 2012 XR157 ist ein großes transneptunisches Objekt im Kuipergürtel, das bahndynamisch als Resonantes KBO (Twotino) eingestuft wird. Aufgrund seiner Größe gehört der Asteroid zu den Zwergplanetenkandidaten.

## Entdeckung
(669535) 2012 XR157 wurde am 11. Dezember 2012 von Chad Trujillo und Scott Sheppard mit dem 4,0-m-Víctor-M.-Blanco-Teleskop (DECam) am Cerro Tololo-Observatorium (Chile) entdeckt. Die Entdeckung wurde am 7. April 2014 nach der Bestätigung durch das Las-Campanas-Observatorium bekanntgegeben.
Nach seiner Entdeckung ließ sich 2012 XR157 auf Fotos, die im Rahmen des Sloan-Digital-Sky-Survey-Programmes (SDSS) am Apache-Point-Observatorium (New Mexico) gemacht wurden, bis zum 31. Januar 2006 zurückgehend identifizieren und so seinen Beobachtungszeitraum um sechs Jahre verlängern, um so seine Umlaufbahn genauer zu berechnen. Seither wurde der Planetoid durch verschiedene erdbasierte Teleskope beobachtet. Im September 2018 lagen insgesamt 90 Beobachtungen über einen Zeitraum von 12 Jahren vor. Die bisher letzte Beobachtung wurde im Dezember 2017 am Pan-STARRS-Teleskop (PS1) (Maui) durchgeführt. (Stand 27. März 2019)

## Eigenschaften

### Umlaufbahn
(669535) 2012 XR157 umkreist die Sonne in 327,44 Jahren auf einer elliptischen Umlaufbahn zwischen 36,91 AE und 58,10 AE Abstand zu deren Zentrum. Die Bahnexzentrizität beträgt 0,223, die Bahn ist 30,03° gegenüber der Ekliptik geneigt. Derzeit ist der Planetoid 40,53 AE von der Sonne entfernt. Das Perihel durchläuft er das nächste Mal 2054, der letzte Periheldurchlauf dürfte also im Jahre 1727 erfolgt sein.
Marc Buie (DES) klassifiziert den Planetoiden als Twotino (1:2-Resonanz mit Neptun), während vom Minor Planet Center keine spezifische Einstufung existiert; letzteres ordnet ihn als Nicht-SDO und allgemein als Distant Object ein.

### Größe
Derzeit wird von einem Durchmesser von 315 km ausgegangen, basierend auf einem Rückstrahlvermögen von 8 % und einer absoluten Helligkeit von 5,9 m. Ausgehend von diesem Durchmesser ergibt sich eine Gesamtoberfläche von etwa 312.000 km². Die scheinbare Helligkeit von (669535) 2012 XR157 beträgt 22,59 m.
Da es denkbar ist, dass sich (669535) 2012 XR157 aufgrund seiner Größe im hydrostatischen Gleichgewicht befindet und somit weitgehend rund sein könnte, erfüllt er möglicherweise die Kriterien für eine Einstufung als Zwergplanet. Mike Brown geht davon aus, dass es sich bei (669535) 2012 XR157 um vielleicht einen Zwergplaneten handelt.
| Jahr                                         | Abmessungen km | Quelle   |
| -------------------------------------------- | -------------- | -------- |
| 2018                                         | 243,0          | Johnston |
| 2018                                         | 315,0          | Brown    |
| Die präziseste Bestimmung ist fett markiert. |                |          |